# Jaroslav Hertl
Jaroslav Hertl (ur. 28 października 1989 w Pradze) – czeski hokeista.
Jego brat Tomáš (ur. 1993) także został hokeistą.

## Kariera
- Slavia Praga U18 (2003-2006)
- Slavia Praga U20 (2006-2007)
- Brampton Battalion (2007-2008)
- Slavia Praga U20 (2008-2009)
- Slavia Praga (2008/2009)
- BK Havlíčkův Brod (2009/2010)
- HC Pelhřimov (2009/2010)
- Slavia Praga (2010/2011)
- Medvědi Beroun 1933 (2010-2013)
  -  HC Kobra Praha (2011/2012)
- HKm Zvolen (2013-2014)
- MsHK Žilina (2014)
- LHK Jestřábi Prostějov (2014-2015)
- GKS Tychy (2015-2016)
- Edinburgh Capitals (2016-2017)
- Yetis HC Mont-Blanc (2017-2018)

Wychowanek klubu HC Vítkovice. Przez jeden sezon grał w kanadyjskiej lidze juniorskiej OHL w strukturze rozgrywek CHL. Występował w klubach czeskiej ekstraligi, czeskiej 1. ligi, czeskiej 2. ligi, słowackiej ekstraligi. Od końca stycznia 2015 zawodnik GKS Tychy w rozgrywkach Polskiej Hokej Ligi. W maju 2015 przedłużył umowę z klubem. Od września 2016 zawodnik Edinburgh Capitals. Od czerwca 2017 zawodnik francuskiego klubu Yetis HC Mont-Blanc.
Uczestniczył w turniejach mistrzostw świata do lat 17 w 2006 oraz mistrzostw świata juniorów do lat 18 w 2007.

## Sukcesy
Klubowe
- Emms Trophy: 2008 z Brampton Battalion
- Trzecie miejsce w Superfinale Pucharu Kontynentalnego: 2016 z GKS Tychy
- Złoty medal mistrzostw Słowacji: 2013 z HKm Zwoleń
- Złoty medal mistrzostw polski: 2015 z GKS Tychy
- Superpuchar Polski: 2015 z GKS Tychy
- Trzecie miejsce w Superfinale Pucharu Kontynentalnego: 2016 z GKS Tychy
- Srebrny medal mistrzostw Polski: 2016 z GKS Tychy